# Préfecture d'Itsandra-Hamanvou
La préfecture d'Itsandra-Hamanvou (chef-lieu N'Tsoudjini ) est une subdivision de la Grande Comore.
Elle se compose de cinq communes :  Hamanvou, Mbadani, Bangaani, Djoumoichongo et Isahari.

## Villes et villages
- Hamanvou : Hahaya, Bouenindi, Mbambani, Mbaleni, Oussivo, Mbangani, Diboini, Bibavou, Milevani
- Mbadani : Batsa, Vanamboini, Vanadjou, Mhandani, Dzahadjou, Vounambadani
- Bangaani : Itsandra Mdjini, Salimani, Samba Mbodoni, Dzahani la Tsidjé, Maoueni, Mirontsi, Bandamadji, Dimadjou
- Djoumoichongo : Dzahani II, Bahani, Sima, Ouellah, Samba Nkouni
- Isahari : Ntsoudjini, Hantsambou, Milembeni, Zivandani